# 哥倫比亞航空11號班機空難
哥倫比亞航空11號班機是哥倫比亞航空（Avianca Colombia）一班從西德法蘭克福前往哥倫比亞波哥大的國際航班，並中停法國巴黎及西班牙馬德里。1983年11月27日，一架波音747-283B客機執行此航班，於西班牙馬德里附近失事，機上192人當中只得11人生還。截至2013年，該事件依然是西班牙歷史上第二慘重的空難，僅次於1977年發生的特內里費空難。

## 經過
11月26日，哥倫比亞航空11號班機（機身編號HK-2910）於晚上10時25分，從巴黎戴高樂國際機場起飛前往馬德里巴拉哈斯機場，飛機攀升至37,000呎。晚上11時31分，機員聯絡馬德里航空交通管制，並將接收器轉為甚高頻全向信標。15分鐘後，飛機下降高度至19,000呎，並於晚上11時52分下降至9,000呎。
晚上11時56分，馬德里機場清空33號道準備11號班機降落。馬德里塔台於27日0時03分批准11號班機降落於33跑道。當時，機組員依照甚高頻全向信標指示右轉以對準33跑道，但當時飛機已低於最低下降高度。結果，飛機最右側的四號引擎觸及高2247呎的高山，當時飛機時速達142節。3秒後，飛機再以時速135節、機頭向上4.9度撞及另一座山。6秒後，飛機以時速126節，右邊機翼撞及地面，飛機即時翻覆並斷為5截。全機169名乘客只得11人生還，當中3人沒有受傷；而機上23名機員則全部罹難。

## 失事客机
失事客机为一架波音747-283BM，生产序列号为21381，生产线编号311，于1977年8月24日首飞，同年10月交付北歐航空并在挪威注册为LN-RNA，使用普惠JT9D-70A发动机。1982年3月，该机转至北欧航空旗下的包机航空公司斯堪航空短暂服役，同年8月转租哥伦比亚航空，编号改为HK-2910X。事发时，该机机龄六年零三个月，累计飞行20811小时，起降5800次。

## 外部連結
- AirDisaster.Com報告（页面存档备份，存于）
- Aviation Safety Network報告（页面存档备份，存于）
- 出事前的HK-2910（页面存档备份，存于）（照片來自Airliners.net）